# Mine de Round Mountain
La mine de Round Mountain est une mine à ciel ouvert et souterraine d'or située à Round Mountain au Nevada (États-Unis),. Elle appartient à 50/50 à Kinross Gold et à Barrick Gold,. Elle a commencé à fonctionner en 1906 en tant que mine souterraine.